# Leite de aveia
O leite de aveia é um leite vegetal derivado de grãos inteiros de aveia (Avena spp.) pela extração do material vegetal com água. O leite de aveia tem uma textura cremosa e um sabor suave semelhante ao da aveia cozida, e é fabricado em vários sabores, como adoçado, sem açúcar, baunilha e chocolate.
Ao contrário de outros leites vegetais que têm origem no século XIII, o leite de aveia foi desenvolvido na década de 1990 pelo cientista sueco Rickard Öste. Entre 2017 e 2019, as vendas de leite de aveia nos Estados Unidos aumentaram 10 vezes,  e um grande fabricante, Oatly, relatou um aumento de três vezes nas vendas mundiais. No final de 2020, o mercado de leite de aveia tornou-se o segundo maior entre os leites vegetais nos Estados Unidos, seguindo o líder, o leite de amêndoa, mas superando as vendas de leite de soja.
Em 2020, os produtos de leite de aveia incluíam creme de café, alternativas de iogurte, sorvete e chocolate. O leite de aveia pode ser consumido para substituir laticínios em dietas veganas ou em casos de condições médicas em que os laticínios são incompatíveis, como intolerância à lactose ou alergia ao leite de vaca. Comparado com o leite e outras bebidas vegetais, o leite de aveia tem um impacto ambiental relativamente baixo devido às suas necessidades comparativamente baixas de terra e água para a produção.

## Veganismo e impacto ambiental
Desde cerca de 2015, o interesse por alimentos de origem vegetal, em combinação com as preocupações com o bem-estar animal e o baixo impacto ambiental, impulsionou o consumo de leite de aveia. Comparado com o leite e outros leites vegetais, o processo de fabricação do leite de aveia produz pequenas quantidades de dióxido de carbono e nenhum metano (baixas emissões de gases com efeito de estufa) e requer um uso relativamente baixo de água e terra. A produção de leite de aveia requer 1/15 da quantidade de água da produção de leite e 1/8 da água do leite de amêndoa.

## Composição nutricional
Em comparação com o leite de vaca, o leite de aveia é semelhante em calorias totais por volume de líquido (por porção de chávena, 120 vs 149 calorias do leite de vaca), tem 40% do teor de proteína, 63% da gordura, mas apenas cerca de 10% do teor de gordura saturada e cerca de 1,5 vezes o carboidrato total (embora os açúcares simples sejam metade dos do leite de vaca). O leite de vaca não tem fibras, mas o leite de aveia tem 2g de fibra alimentar por porção. Os teores de cálcio e potássio são comparáveis, embora o leite de aveia – como todos os leites vegetais – possa ser fortificado com nutrientes específicos durante a fabricação. Tem um índice glicémico de 60; o leite de vaca é 47.

## Usos
O leite de aveia é usado como substituto do leite na preparação personalizada de café, e em produtos fermentados semelhantes ao iogurte e ao kefir. Os baristas afirmam que o leite de aveia precisa de menos vapor do que o leite de vaca, forma espuma favoravelmente, é saboroso, rico e cremoso como o leite de vaca e equilibra efetivamente a acidez do café expresso. Tem aplicações crescentes na preparação de café em grandes cafeterias.